# Eemshaven
Eemshaven – wieś i port w Holandii, w prowincji Groningen, w gminie Eemsmond. 